# マーマデューク・ラングデイル (第4代ホームのラングデイル男爵)
第4代ホームのラングデイル男爵マーマデューク・ラングデイル（英語: Marmaduke Langdale, 4th Baron Langdale of Holme、1771年1月8日没）は、イギリスの貴族。

## 生涯
第3代ホームのラングデイル男爵マーマデューク・ラングデイルとフランシス・ドレイコット（Frances Draycott、サー・リチャード・ドレイコットの娘）の息子として生まれた。
1718年12月12日に父が死去すると、ホームのラングデイル男爵の爵位を継承した。
エリザベス・ウィドリングトン（Elizabeth Widdrington、1689年3月30日洗礼 – 1765年1月7日、第3代ウィドリングトン男爵ウィリアム・ウィドンリングトンの娘）と結婚、1男3女を儲けた。
- マーマデューク（1778年没） - 第5代ホームのラングデイル男爵
- アラシア（Alathea）
- ドロシー（1750年4月25日没） - 1741年4月、第5代準男爵ウォルター・ヴァヴァサワーと結婚、子供あり
- エリザベス（1786年1月30日没）

1771年1月8日に死去、息子マーマデュークが爵位を継承した。